# 美洲矛吻蝠屬
美洲矛吻蝠屬（学名：Mimon），哺乳綱、翼手目、葉口蝠科的一屬，而與美洲矛吻蝠屬（鋸緣矛吻蝠）同科的動物尚有狹面矛吻蝠屬（狹面矛吻蝠）、矛吻蝠屬（矛吻蝠）、南美大耳蝠屬（絨大耳蝠）、美洲葉鼻蝠屬（加州葉鼻蝠）等之數種哺乳動物。

## 下属物种
本属包括以下物种：
- 葛氏矛吻蝠 Mimon bennetti (Gray, 1838)，貝奈特尖耳蝠(Golden bat)
- Mimon cozumelae Goldman, 1914
- 锯缘矛吻蝠 Mimon crenulatum ，鋸齒尖耳蝠(Striped hairy-nosed bat)，为Gardnerycteris crenulatum (E.Geoffroy, 1803)的异名
- Mimon koepckeae Gardner & Patton, 1972，为Gardnerycteris koepckeae (Gardner & Patton, 1972)的异名